# Campionati europei individuali di ginnastica artistica 2013 - Concorso individuale maschile
Il concorso generale individuale maschile ai Campionati Europei si è svolto alla Sportcomplex Olympiyskiy di Mosca, Russia il 19 aprile 2013. I migliori 24 ginnasti che competono in questa gara vengono scelti durante la fase di qualificazione. A causa della regola "two per country", solo due ginnasti migliori di ogni nazione possono partecipare alla finale all-around.

## Vincitori
| Oro                     | Argento                    | Bronzo                 |
| David Beljavskij Russia | Max Whitlock Gran Bretagna | Oleh Vernjajev Ucraina |

## Classifica[1]
| Pos.    | Ginnasta             | Nazione       | Attrezzo     | Attrezzo | Attrezzo | Attrezzo  | Attrezzo  | Attrezzo | Totale |
| Pos.    | Ginnasta             | Nazione       | Corpo libero | Cavallo  | Anelli   | Volteggio | Parallele | Sbarra   | Totale |
| ------- | -------------------- | ------------- | ------------ | -------- | -------- | --------- | --------- | -------- | ------ |
| Oro     | David Beljavskij     | Russia        | 15,266       | 14,900   | 14,633   | 15,400    | 15,000    | 14,600   | 89,799 |
| Argento | Max Whitlock         | Gran Bretagna | 15,500       | 15,366   | 14,208   | 14,433    | 14,966    | 14,633   | 89,106 |
| Bronzo  | Oleh Vernjajev       | Ucraina       | 14,333       | 14,066   | 14,733   | 15,500    | 15,666    | 14,100   | 88,398 |
| 4       | Oleh Stepko          | Ucraina       | 14,733       | 14,900   | 14,666   | 13,966    | 15,433    | 14,400   | 88,098 |
| 5       | Daniel Purvis        | Gran Bretagna | 14,400       | 14,200   | 14,533   | 14,800    | 14,466    | 14,333   | 86,732 |
| 6       | Fabián González      | Spagna        | 14,800       | 14,200   | 13,833   | 14,966    | 14,300    | 14,400   | 86,499 |
| 7       | Andreas Toba         | Germania      | 13,966       | 13,733   | 14,400   | 15,033    | 13,533    | 14,766   | 85,431 |
| 8       | Artur Davtyan        | Armenia       | 14,066       | 13,700   | 14,466   | 15,000    | 14,000    | 13,800   | 85,032 |
| 9       | Claudio Capelli      | Svizzera      | 14,100       | 13,833   | 13,566   | 14,866    | 14,433    | 14,133   | 84,931 |
| 10      | Nikita Ignat'ev      | Russia        | 14,900       | 13,600   | 14,633   | 13,666    | 15,083    | 12,866   | 84,748 |
| 11      | Guillaume Augugliaro | Francia       | 13,333       | 13,600   | 14,333   | 14,266    | 14,383    | 14,433   | 84,348 |
| 12      | Arnaud Willig        | Francia       | 14,466       | 13,000   | 14,333   | 14,300    | 14,391    | 13,666   | 84,156 |
| 13      | Ludovico Edalli      | Italia        | 13,933       | 14,000   | 13,833   | 14,100    | 14,000    | 14,000   | 83,866 |
| 14      | Daan Kenis           | Belgio        | 14,033       | 13,533   | 13,100   | 14,533    | 13,966    | 14,100   | 83,265 |
| 15      | Cristian Ioan Bataga | Romania       | 14,333       | 12,966   | 14,200   | 14,433    | 12,500    | 13,600   | 82,032 |
| 16      | Rubén López          | Spagna        | 14,300       | 11,733   | 14,233   | 13,666    | 13,900    | 13,866   | 81,698 |
| 17      | Paolo Principi       | Italia        | 14,466       | 13,566   | 13,200   | 13,700    | 13,600    | 13,100   | 81,632 |
| 18      | Dzmitryj Barkalaŭ    | Bielorussia   | 13,308       | 11,266   | 13,733   | 14,400    | 14,208    | 14,466   | 81,381 |
| 19      | Serob Soghomonyan    | Armenia       | 13,766       | 13,066   | 12,366   | 13,566    | 13,866    | 13,966   | 80,596 |
| 20      | Bence Tálas          | Ungheria      | 13,333       | 13,600   | 13,966   | 13,933    | 11,766    | 13,933   | 80,531 |
| 21      | Jimmy Verbaeys       | Belgio        | 14,066       | 13,033   | 13,466   | 13,900    | 11,800    | 14,066   | 80,331 |
| 22      | Attila Rácz          | Ungheria      | 13,400       | 11,633   | 14,200   | 13,000    | 13,966    | 13,900   | 80,099 |
| 23      | Ferhat Arıcan        | Turchia       | 12,666       | 13,933   | 13,300   | 14,366    | 12,533    | 13,200   | 79,998 |
| 24      | Michel Bletterman    | Paesi Bassi   | 13,533       | 13,933   | 13,583   | 13,900    | 11,133    | 13,300   | 79,382 |